# Jean-Pierre Boccardo
Pour les articles homonymes, voir Boccardo (homonymie).
Jean-Pierre Boccardo, né le 16 mars 1942 à Espéraza (Aude) et mort le 29 janvier 2019 à Lavaur (Tarn), est un athlète français, spécialiste du 400 mètres.

## Palmarès
- 30 sélections en Équipe de France A
- 4 sélections en Équipe de France Jeunes
- Il améliore à trois reprises le record de France du relais 4 × 400 mètres, le portant à 3 min 5 s 7 en 1966.
- Il est demi-finaliste du 400 m olympique de Tokyo en 46""3, se classe huitième du relais 4 × 400 mètres lors des Jeux olympiques de 1964 et de 1968.
- Il remporte le relais 4 × 400 mètres lors des Jeux méditerranéens de 1963 et termine 3e du 400 mètres individuel.

Championnats de France Élite :
- - 1er et Champion de France du 400 m en 1963 à Colombes.
- - 1er et Champion de France du 400 m en 1964 à Colombes.
- - 1er et Champion de France du 400 m en 1966 à Colombes.

| Date | Compétition         | Lieu   | Résultat | Épreuve          | Performance |
| ---- | ------------------- | ------ | -------- | ---------------- | ----------- |
| 1963 | Jeux méditerranéens | Naples | 3e       | 400 m            | 48 s 4      |
| 1963 | Jeux méditerranéens | Naples | 1er      | Relais 4 × 400 m |             |
| 1964 | Jeux olympiques     | Tokyo  | 8e       | Relais 4 × 400 m |             |
| 1968 | Jeux olympiques     | Mexico | 8e       | Relais 4 × 400 m |             |

## Records
| Épreuve | Performance | Lieu | Date |
| ------- | ----------- | ---- | ---- |
| 400 m   | 46 s 34     |      | 1964 |